# مزارع زلم
مزارع زلم، روستایی از توابع بخش چهاردانگه شهرستان ساری در استان مازندران در ایران است.

## جمعیت
این روستا در دهستان گرماب قرار داشته و بر اساس آخرین سرشماری مرکز آمار ایران که در سال ۱۳۹۵ صورت گرفته، جمعیت آن ۰نفر (۰خانوار) بوده‌است.